# جاري (إزار)
جاري هي بلدية في إزار في جنوب شرق فرنسا.